# Cheilotrichia (Empeda) basalis
Cheilotrichia (Empeda) basalis is een tweevleugelige uit de familie steltmuggen (Limoniidae). De soort komt voor in het Neotropisch gebied.